# 恭鏜
恭鏜（1837年—1889年），字振魁，博爾濟吉特氏，滿洲正黃旗人。清朝将领。大學士琦善之子。

## 生平
因其父而授吏部主事。累遷郎中，兼內務府銀庫員外郎，充總理各國事務衙門章京，出爲湖北荊宜施道。因捕獲江陵敎匪而加按察使銜。同治十年，擢奉天府府尹，後坐事降職。光緒三年，賞二等侍衞，充烏魯木齊領隊大臣。光緒五年，遷烏魯木齊都統。
光緒九年，任西安將軍，後因病免職。光緒十二年，署黑龍江將軍。疏請舉辦漠河金礦，杜絕俄國覬覦。又建議墾荒十利：儲國帑、濟民食、嚴保衞、便輯綏、裕經費、富徵收、集商賈、益釐稅、廣生聚、實邊備，但朝廷下詔不許。光緒十四年，實授黑龍江將軍。光緒十五年，移杭州將軍，上京入覲途中卒於天津，朝廷下詔優卹。

## 家庭
- 子末任湖广总督瑞澂、光绪十二年丙戌科进士瑞洵。
- 女一，適候補筆帖式宗室麟瑞，二等輔國將軍副都統宗室謙光次子
- 女二，適三等奉國將軍工部候補主事麒瑞，宗室謙光三子。